# Outlanders
Outlanders — містобудівна відеогра, розроблена Pomelo Games. Він зосереджений на малому управлінні населеним пунктом. Він був випущений для iOS у 2019 році та Windows у 2023 році.

## Ігровий процес
Гравці керують невеликим поселенням. Їм дають різні завдання для виконання в сценаріях, які можуть включати управління ресурсами або елементи конструювання та моделювання управління. Поселенці є автономними, але можуть бути призначені на роботу. Вони можуть померти від старості або якщо гравці погано керують поселенням, наприклад, якщо не вистачає їжі. Гравці можуть контролювати поведінку поселенців за допомогою указів, хоча це зазвичай зменшує щастя.

## Розвиток
Pomelo Games, уругвайська студія, розробила Outlanders для Apple Arcade. Основною мотивацією для цього було уникнути необхідності шукати спосіб монетизувати гру. Версія для iOS була випущена 19 вересня 2019 року, а 7 березня 2023 року її було перенесено на Windows

## Рецепція
Pocket Gamer визнано однією з найкращих ігор на Apple Arcade і рекомендовано гравцям, які хочуть розслаблюючої містобудівної гри. Game Informer рекомендував портувати Windows замість версії iOS для кращого інтерфейсу користувача. Рецензент назвав це «надзвичайно приємним досвідом» і сказав, що сценарії складні, але справедливі. Rock Paper Shotgun сказав, що він настільки ж чарівний і розслаблюючий, наскільки це обіцяє, але він також має дивовижну кількість гумору, який вони похвалили. Macwelt рекомендував його любителям стратегічних ігор у реальному часі, які хочуть щось таке ж, але більш розслаблююче.
Outlanders була номінована як найкраща відеогра на International Mobile Gaming Awards 2019.